# Halland
Halland ist eine historische Provinz (schwedisch landskap) in Schweden, an der Küste des Kattegat.

## Geografie
Im Süden grenzt Halland an Schonen (Skåne), wobei der Hallandsåsen die natürliche Trennlinie bildet. Im Osten schließt sich Småland an mit dem südschwedischen Hochland als Trennzone. Im Norden liegt Västergötland mit der Stadt Göteborg. Hier war bis zum 13. Jahrhundert der Fluss Göta älv die natürliche Trennlinie. Als die Bevölkerungszahl in Västergötland zunahm, wurde die Grenze weiter nach Süden verschoben.
Früher bestand Halland aus acht Harden; sie haben heute keine administrative Bedeutung mehr. Entlang der Küste liegen von Süden her die Städte Laholm, Halmstad, Falkenberg, Varberg und Kungsbacka. Die größten Flüsse von Halland sind Viskan, Ätran, Nissan und Lagan.

## Geschichte
Die Gegend wurde während der Steinzeit bevölkert. Aus dieser Epoche sind über 1.100 archäologische Funde, wie Dolmen (schwedisch dös), Ganggräber, Grabhügel, Rösen und Steinsetzungen meist in Gräberfeldern, wie das Gräberfeld von Örelid, bekannt. In Halland gibt es sechs Ganggräber, davon drei im nördlichen und drei im südlichen Teil der Provinz. Gegen Ende der Epoche wurde die Landschaft intensiv genutzt und große Gebiete wurden baumlos. Während des Übergangs vom Bronzezeitalter zur Eisenzeit kühlte sich das Klima der Region ab und das bestehende gesellschaftliche System brach zusammen. Nach einer anfänglich schleppenden Entwicklung bildeten verschiedene Dörfer größere Gemeinschaften und kleinere Königreiche entstanden. Die etwa ab dem Jahr 400 erbauten großen Einzelgehöfte wuchsen weiter und ihre Anzahl nahm ab. Einer dieser Großhöfe wurde im Ort Slöinge ausgegraben.
Aus den Berichten des Kaufmanns Ottar, der um 870 zwischen dem Oslofjord und Haithabu unterwegs war, ist zu schließen, dass Halland während dieser Zeit dänisches Territorium war. Damals wurde hier das Rechtssystem der Provinz Schonen angewendet und die Verhandlungen (Ting) fanden im Ort Getinge statt.
Ab dem 13. Jahrhundert war Halland Kriegsschauplatz für mehrere Schlachten hauptsächlich zwischen Schweden und Dänemark. Die vielen Kriege ließen die Region verarmen. Das geschah einerseits durch die umfassenden Zerstörungen und andererseits dadurch, dass die Bevölkerung wenig in die Gegend investierte, da immer die Gefahr einer erneuten Zerstörung bestand. Zu dieser Entwicklung trugen drei große Plünderungen bei. Die erste geschah 1256 unter dem norwegischen König Håkon IV., die zweite 1277 unter dem schwedischen König Magnus I. und die letzte 1294 unter dem dänischen König Erik VI. In der folgenden Zeit war Halland in zwei Teile getrennt mit dem Fluss Ätran als Grenze. Die Besitzverhältnisse wechselten oft, bis Waldemar IV. die Region wieder vereinte.
Mit der Kalmarer Union lag Halland plötzlich im Zentrum des dänischen Reiches und laut Unionsvertrag hätte Erich von Pommern in Halmstad gekrönt werden sollen. Auch in der folgenden Zeit blieb Halland nicht von den Kriegen der Epoche verschont. So wurde die Landschaft 1434 von Kämpfern des Engelbrekt-Aufstandes erobert und die Burg von Falkenberg gebrandschatzt. Im Verlauf des Dreikronenkrieges fand hier 1565 die Schlacht bei Axtorna (auch: Schlacht auf der Falkenberger Haide) statt, bei der der dänische Feldherr Rantzau ein überlegenes schwedisches Heer schlug.
Bis 1645 gehörte Halland zu Dänemark und wurde dann im Frieden von Brömsebro auf 30 Jahre Schweden zugesprochen. Seit dem Frieden von Roskilde 1658 gehört Halland endgültig zu Schweden, obgleich Dänemark im Schonischen Krieg (1675–1679) erneut versuchte, verlorenes Gebiet zurückzuerobern.
Mit dem Einzug friedlicher Verhältnisse konnte sich Halland wieder entwickeln. Dabei gab es Gegensätze zwischen landwirtschaftlich intensiv genutzten Regionen und Waldzonen, die weiterhin provinziell und arm waren. Zusätzlich machten Bodenerosion und sandige Heiden manche Bereiche unattraktiv, so dass bis ins 20. Jahrhundert hinein viele Menschen emigrierten.
Nach dem Zweiten Weltkrieg veränderte sich die Landschaft entscheidend. Die Bevölkerungszahl stieg von ungefähr 150.000 (1945) auf über 300.000 (2005) und Halland ging von einer landwirtschaftlichen Provinz zu einer industrialisierten Zone über. Bedeutung erlangte der nördliche Bereich als Wohnort für Pendler nach Göteborg.
2021 erhielt Prinz Julian von Schweden, der dritte Sohn von Prinz Carl Philip und Prinzessin Sofia, den Titel eines Herzogs von Halland.

## Wappen
Beschreibung: In Blau ein silberner rot bewehrter und rot gezungter Löwe.

## Landschaftssymbole
- Blume: Behaarter Ginster
- Tier/Fisch: Lachs
- Vogel: Wanderfalke